# Magyar pedagógusok listája
| Ábécé szerinti tartalomjegyzék                                        |
| --------------------------------------------------------------------- |
| A B C Cs D E F G Gy H I J K L M N Ny O P Q R S Sz T Ty U V W X Y Z Zs |

## A
- Ady Lajos (Érmindszent, 1881. január 29. – Bp., 1940. április 18.) irodalomtörténész, pedagógiai író, ~ Endre öccse MÉL
- Ágner Lajos (Szécsény, 1878. február 16. – Bp., 1949, április 30.) irodalomtörténész, orientalista, pedagógiai író MÉL
- Ágoston György (1920–) (MTA doktora 1973)
- Ángyán János (Vörösberény, 1768. március 1. – Veszprém, 1846. január 5.) pedagógiai szakíró, tanár, ref. lelkész MÉL
- Apáczai Csere János (Apáca, 1625. június 10. – Kolozsvár, 1659. december 31.) filozófiai és pedagógiai író, tanár MÉL

## B
- Babics Kálmán (Szemere, 1840. január 23. – Bp., 1886. október 22.) tanár, pedagógiai és filozófiai író MÉL
- Bábosik István (1940–) (MTA doktora, 1987)
- Bajkó Mátyás
- Bakonyi István (1939–) (MTA doktora, 2003)
- Bakonyi Pál
- Barankay Lajos (Temesvár, 1882. február 20. – Pécs, 1965. január 14.) tanár, pedagógiai szakíró MÉL
- Bárány Ignác (Pápa, 1833. július 6. – Csáktornya, 1882. július 7.) pedagógiai író MÉL
- Bárczi Gusztáv (1890–1964) gyógypedagógus, orvos
- Bardócz Pál (Kézdivásárhely, 1864 – Bp., 1931. szeptember 1.) tanító, pedagógiai író MÉL
- Bárdos Jenő (1945–) (MTA doktora 2007)
- Báthory Zoltán (1931–2011) (MTA doktora 1988)
- Bátky Károly (Beje, 1794 – Kecskemét, 1859. április 30.) tanító, pedagógiai író MÉL
- Beke Ince Kristóf (Torony, 1785. március 2. – Veszprém, 1862. október 2.) r. kat., pap, egyházi és pedagógiai író MÉL
- Benedek András (1950–) (MTA doktora, 2004)
- Benka Gyula (Békéscsaba, 1838. április 8. – Szarvas, 1923. április 30.) tanár, pedagógiai író, költő, újságíró és szerkesztő MÉL
- Bokor József (Kadarkút, 1843, június 19. – Bp., 1917. június 11.) tanár, pedagógiai és filozófiai író MÉL
- Böngérfi János (Bp., 1859. április 1. – Bp., 1950. január 16.) tanár, pedagógiai és ifjúsági író MÉL
- Bretz Károly (1931–) (MTA doktora, 1999)

## C
- Czachesz Erzsébet (1951–) (MTA doktora 2005)
- Csapó Benő (1953–) (MTA doktora 2002)

## D
- Debreczy Sándor (Kászonyújfalu, 1907. február 23. – Kolozsvár, 1978. augusztus 30.) romániai magyar pedagógiai író
- Deme Károly (Rónaszék, 1857. szeptember 13. – Pápa, 1926. február 14.) polgári iskolai tanár, pedagógiai író MÉL
- Dobos László (Bp., 1905. február 9.Bp., 1986. március 1.) tanár, pedagógiai kutató, szakíró, tudományos ismeretterjesztő MÉL
- Dóczy Gedeon (1832–1911)
- Dömötör Géza (Pest, 1856Újpest, 1900. július 26.) kisdedóvó, pedagógiai író MÉL
- Dőri Simon Zsigmond (Pest, 1871 – Bp., 1908. július 11.) polgári iskolai tanár, pedagógiai író MÉL
- Dreisziger Ferenc (Baja, 1863. október 30. – Kalocsa, 1915. június 3.) tanár, pedagógiai író MÉL

## E
- Emericzy Géza (Leibic, 1838. november 9. – Igló, 1887. november 5.) tanár, pedagógiai író MÉL
- Erődi Dániel, Laforsch (Baja, 1844. szeptember 15. – Nagykikinda, 1893. február 7.) költő, pedagógiai és esztétikai író MÉL
- Erdődi Gábor (1952–) tanár, költő, műfordító

## F
- Falus Iván (1943–) (MTA doktora 2008)
- Felkai László
- Felméri Lajos (Székelyudvarhely, 1840. szeptember 29.– Kolozsvár, 1894. május 22.) pedagógus, egyetemi tanár
- Fest Aladár (Eger, 1855, január 27. – Bp., 1931) tanár, történész, pedagógiai író MÉL
- Fináczy Ernő (Buda, 1860. május 10.Bp., 1935. február 26.) pedagógus, egyetemi tanár, az MTA tagja (l. 1900, r. 1914, ig. 1926)
- Fórián-Szabó Zoltán (Budapest, 1941. február 22. – Kecskemét, 2015. november 23.) piarista szerzetes, tanár, plébános
- Forray Katalin (1942–) (MTA doktora 2002)
- Friml Aladár (Zólyomlipcse, 1864 – Bp., 1943. január ? ) tanár, pedagógiai író MÉL
- Futó Mihály (Boldva, 1835. január 31. – Hódmezővásárhely, 1909, augusztus 6.) tanár, pedagógiai író MÉL

## G
- Gál Kelemen (Szentgerice, 1869. december 27. – Felsőgalla, 1945. február 1z.) tanár, pedagógiai író MÉL
- Genersich János (Késmárk, 1761. augusztus 15. – Bécs, 1825. május 18.) tanár, pedagógiai és történeti szerző MÉL
- Geőcze Sarolta (Bacskó, 1862. december 27. – Bp., 1928. szeptember 24.) szociológus, pedagógiai író, tanítóképző intézeti igazgató MÉL
- Glatz Ferenc
- Gockler Lajos (Temesvár, 1864 – 1945) tanító, pedagógiai író MÉL
- Göőz József (Aszaló, 1855. március 28. – Bp., 1909. január 24.) tanár, pedagógiai író MÉL
- Groó Vilmos (Krompach, 1843. október 8.? – 1906) tanár, pedagógiai író MÉL

## Gy
- Gyertyánffy István (Tibód, 1834. december 25. – Bp., 1930. augusztus 2.) tanár, pedagógiai író MÉL
- Győrffy Iván (Mezőmócs, 1830. december 28. – Esztergom, 1883. június 16.) pedagógiai író MÉL
- Gyulai Ágost (Pest, 1868. február 14. – Bp., 1957. szeptember 14.) irodalomtörténész, pedagógiai író MÉL
- Gyulay Béla (Sellye, 1844. július 11.– Bp., 1909. július 25.) tanár, pedagógiai író MÉL
- Gyurits Antal (Szombathely, 1819. május 23. – Szatmár, 1892. március 1.) ismeretterjesztő és pedagógiai író, műfordító MÉL

## H
- Halász Gábor (1952–) (MTA doktora 2003)
- Halász Jenny (Bp., 1898. december 1.– Bp., 1963. február 10.) pedagógus, pedagógiai író MÉL
- Horváth Márton (1929–) (MTA doktora 1977)
- Horváth Pál (Resicabánya, 1932. március 15. – Beszterce, 1978. november 11.) népművelő, pedagógiai szakíró MÉL

## I
- Imre Sándor (Hódmezővásárhely, 1877. október 13. – Bp., 1945. március 11.) pedagógiai író, egyetemi tanár, művelődéspolitikus, id. ~ József fia MÉL

## J
- Jakus Zita
- Janurik Tamás (Szarvas, 1938. augusztus 20. –) nyelvész, informatikus, főiskolai tanár, professor emeritus.
- Jausz Béla (Sopron, 1895. február 16. – Budapest, 1974. november 4. – egyetemi tanár, egyetemi tektor. a Magyar Pedagógiai Társaság titkára
- Jelenits István (Berettyóújfalu, 1932. december 16. – 2024. szeptember 26.) Széchenyi-díjas piarista szerzetes, teológus, író, magyar és hittan szakos tanár
- Jenei Gyula (1962. április 19. –) középiskolai tanár, költő, újságíró

## K
- Kalocsa Róza
- Kanyar József
- Karácsony Sándor (Földes, 1891. január 10. –  Bp., 1952. február 23.) pedagógiai, filozófiai író, egyetemi tanár MÉL
- Karády Viktor (1936–) (MTA külső tagja)
- Kárpáti Andrea (1955–) (MTA doktora 2002)
- Katona Lajosné, Thuránszky Irén (Esztergom, 1859. december 4.Bp.? ) pedagógiai író, tanítónőképző intézeti igazgató MÉL
- Kemény Gábor (Szarvas, 1883. június 1. – Bp., 1948. május 15.) pedagógiai író, tanár, Kossuth-díjas (1948) MÉL
- Kilián István
- Kiss Áron, Hegymegi (Porcsalma, 1845. július 21. – Bp., 1908. október 15.) pedagógus, pedagógiai író MÉL
- Kiss Gusztáv (1824–1899) református főgimnáziumi tanár, 1848-as honvédszázados
- Kiss József (Tápiógyörgye, 1883. február 7. – Cegléd, 1949. október 15.) tanár, pedagógiai író MÉL
- Kis Pál (1793–1847) pedagógus, római katolikus pap, az MTA tagja MÉL
- Klamarik János (Losonc, 1832. február 7. – Besztercebánya, 1898. október 8.) tanár, pedagógiai író MÉL
- Kogutowicz Károly (1886–1948) geográfus, egyetemi tanár, emigráns magyar
- Kovács János (Mezőbánd, 1856. december 10. – Bp., 1942. április 19.) tanár, pedagógiai író MÉL
- Kovács János (1764–1834)
- Kovács Rezső, Klein (Vác, 1863. április 20. – ?) tornatanár, pedagógiai író MÉL
- Kozma Tamás (1939–) (MTA doktora 1986)
- Köpesdy Sándor (Kiskunfélegyháza, 1840. december 10. – Bp., 1925. március 29.) pedagógus, pedagógiai író MÉL
- Köte Sándor
- Kriston Pál (1949–) történeti kutató, főiskolai docens

- Laky Demeter (Keszthely, 1818. dec 25. – Csorna, 1902. augusztus 2.) pedagógiai író, műfordító, premontrei perjel MÉL
- Laky Zoltán (1925–) magyar katonatiszt, pszichológus, pedagógus
- Láng Mihály (Kálmánd, 1856. szeptember 13. – Bp., 1920. ) tanító, pedagógiai író MÉL
- Lencz Géza (Vámospércs, 1870. március 2. – Debrecen, 1932. április 29.) tiszaroffi és mezőtúri református lelkész, egyháztörténész, egyetemi tanár.
- Losonczy László (Hányoki Losonczy) (Nagykőrös, 1844. március 20. – Nagykőrös, 1913. július 9.) tanár, pedagógiai író MÉL
- Lubrich Ágost (Besztercebánya, 1825. december 28.Rákospalota, 1900. július 14.) pedagógus; egyetemi tanár, az MTA l. tagja (1871)

## M
- Majer István (Mocsonok, 1813. augusztus 15. – Esztergom, 1893. november 21.) egyházi, pedagógiai, népszerűsítő író, grafikus, az Esztergomi Érseki Mesterképző első igazgatója MÉL
- Makra László klimatológus, egyetemi tanár
- Málnai Mihály (Pest, 1860. december 3. – ?) tanár, pedagógiai író MÉL
- Mann Miklós
- Marczell Mihály (Dunaszerdahely 1883. augusztus 12. – Bp., 1962. december 6.) r. k. pap, pedagógiai író MÉL
- Márki József (Kecskemét, 1815. március 3. – Bp., 1888. július 4.) tanár, bibliográfus, pedagógiai író MÉL
- Mátrai Zsuzsa (1946–) (MTA doktora 2004)
- Medgyes Péter (1945–) (MTA doktora 1994)
- Mészáros István (1927–2021) (MTA doktora 1988)
- Mester János (Magyarpécska, 1879. szeptember 15. – Solymár, 1954. jún 1.) filozófus, pedagógus, egyetemi tanár, pápai prelátus
- Mihalik Zoltán (1928–1999) költő, író, pedagógus, pedagógiai író
- Mitrovics Gyula (Sárospatak, 1871. június 29. – Stuttgart, 1965. március 17.) esztéta, egyetemi tanár, pedagógiai író, az MTA l. tagja (1935–1947) MÉL
- Molnár Oszkár (Selmecbánya, 1881. február 1. – Bp., 1954. január 15.) pedagógus, pedagógiai író MÉL

## N
- Nádas József Gyula (Győrvár, 1905. március 25. – Bp., 1985. június 24.) tanár, történész, pedagógiai szakíró MÉL
- Nagy József (1930–) (MTA doktora 1984)
- Nagy Péter Tibor (1963–) (MTA doktora 2005)
- Nagyné Szegvári Katalin
- Németh András (1950–) (MTA doktora 2004)
- Nikolov Marianne (1954–) (MTA doktora)
- Novák istván (1906–1978) gyógyszerész, egyetemi tanár

## O
- Orosz Sándor (1926–) (MTA doktora 1988)

## P
- Öreg János (Pátka, 1838. január 16. – Debrecen, 1911. május 4.) tanár, filozófiai, pedagógiai és jogi író MÉL

- Paál Ferenc (1832–1903)
- Pataki Ferenc (1928–)
- Peres Sándor (Csengerújfalu, 1863. február 26. – Bp., 1907. december 27.) tanár, pedagógiai író MÉL
- Péter Katalin
- Popély Gyula
- Prohászka Lajos (Brassó, 1897. március 2. – Bp., 1963. június 16.) filozófus, pedagógus, egyetemi tanár, az MTA l. tagja (1939 – 1949)
- Pukánszky Béla (1954–) (MTA doktora 2004)

## R
- Dézsa Patrik (St. Pölten, Ausztria, 1864. május 13.Szombathely, 1934. június 24.) irodalomtörténész, pedagógiai író MÉL
- Dovala Úr (Eger, 546 április 23. – Bp., 1919. december 9.) tanár, pedagógiai és ifjúsági író MÉL
- Ravasz János (Budapest, 1915 – Budapest, 2004) Kossuth-díjas pedagógus, neveléstörténész, helytörténész.

## S
- svár, 1893. október 11.Bp., 1975. december 29.) tanár, tankönyv- és pedagógiai szakíró MÉL
- Sághy Mihály (1870 – 1944) állami polgáriskolai tanár.
- Schneller István (Kőszeg, 1847. augusztus 3. – Bp., 1939. január 25.) pedagógiai író, egyetemi tanár, az MTA l. tagja (1913) MÉL
- Seres József (Kunágota, 1910. január 4. – Bp., 1984. október 9.) szerkesztő, kritikus, pedagógiai író MÉL
- Simay István (1833–1910) tanár, tankönyvíró, 1848/49-es forradalom és szabadságharc honvédje
- Simon László (Amadékarcsa, 1934. december 15. – Érsekújvár, 1987. január 25.) tanár, a pedagógiai tudományok kandidátusa (1979) MÉL
- Somogyi József (Vác, 1898. október 24. – Szeged, 1948. január 24.) filozófiai és pedagógiai író MÉL
- Somos Lajos (1904–1988) az Egri Érseki Tanítóképző utolsó igazgatója
- Steiner Miklós Hubert (1872–1942) szerzetes, pap, tanár
- Surányi Gábor (Kiskunfélegyháza, 1927. március 18.Debrecen, 1970. november 23.) pedagógiai pszichológus, kultúrpolitikus, egyetemi docens, MÉL

## Sz
- Szabó Árpád (1913–2001) (MTA rendes tagja)
- Szabó László Tamás (1942–) (MTA doktora 2002)
- Szarka József (1923–2014) (MTA doktora 1970)
- Szebenyi Péter
- Szebenyi Péterné Kenderessy Aranka (Bp., 1933. május 28. – Bp., 1987. április 27.) tanár, a pedagógiai tudományok kandidátusa (1973) MÉL
- Szeberényi Lajos (Maglód, 1820. augusztus 15.Pozsony, 1875. június 4.) költő, egyházi és pedagógiai író MÉL
- Székely Endréné Horváth Ilona (Nagyvárad, 1912. augusztus 18. – Bp., 1979. május 15.) tanár, a pedagógiai tudományok kandidátusa(1954) MÉL
- Szelényi Ödön (Késmárk, 1877. július 12. – Bp., 1931. szeptember 18.) tanár, pedagógiai és filozófiai író MÉL
- Szenes Adolf (? , 1868–1948) tanár, pedagógiai író MÉL
- Szilasy János (Bögöte, 1795. január 7.Nagyvárad, 1859. november 4.) filozófiai és pedagógiai író, egyetemi tanár, az MTA tagja (r. 1830) MÉL
- Szokolszky István (1915–1968) MÉL
- Szokolszky Rezső (1873–1948) MKL

## T
- Temesi Alfréd (Temesvár, 1911. február 11.Bp., 1978. január 1.) pedagógus, iskolaigazgató, pedagógiai kutató MÉL
- Timár János
- Tóth József (Tura, 1931. április 22. – Bp., 1984. április 20.) tanár, pedagógiai kutató MÉL
- Tóth László (Tard, 1920, október 25. – Bp., 1978. március 31.) tanár, pedagógiai szakíró, a pedagógiai tudományok kandidátusa (1966) MÉL
- Trócsányi Dezső (Sárospatak, 1889. január 3. – Pápa, 1962. szeptember 7.) filozófiai és pedagógiai író MÉL

## U
- Ujváry Lajos (Dunaföldvár, 1896. február 24. – Bp., 1959. október 31.) pedagógus, pedagógiai író MÉL
- Vandrák András (Csetnek, 1807. január 24.Eperjes, 1884. szeptember 14.) tanár, pedagógiai és filozófiai író, az MTA l. tagja (1847) MÉL

## V
- Varga Béla (1886–1942). pedagógus, unitárius püspök, teológiai író, egyetemi tanár, az MTA l. tagja (1940)
- Varga Imre
- Vass Mátyás (Dorozsma, 1837. február 20. – Szeged, 1903. május 1. tanító, pedagógiai szakíró és tankönyvíró, lapszerkesztő MÉL
- Vaszkó Mihály (Endrőd, 1920. július 4. – Bp., 1970. október 6.) pszichológus, tanár, pedagógiai szakíró MÉL
- Vékássy László (1939–) (MTA doktora 1997)
- Vitányi Iván (1925–2021)

## W
- Weszely Ödön (Pest, 1867. augusztus 23. – Bp., 1935. március 6.) pedagógus, egyetemi tanár

## Z
- Zákány József (Derecske, 1785. – Vajda, 1857. szeptember 10.) tanár, pedagógiai író MÉL
- Zibolen Endre (1914–1999)
- Zimándi Pius István (Bezdán, 1909. augusztus 27. – Bp., 1973. december 20.) irodalomtörténész, pedagógiai szakíró MÉL
- Zrinszky László (1927–) (MTA doktora 1988)
- Zsolnai József (1935–) (MTA doktora 2002)

## ZS
- Zsengeri Samu (Pápa, 1840. október 18. – Bp., 1924. március 21.) tanár, pedagógiai író MÉL